# Karl Probst (Maler)

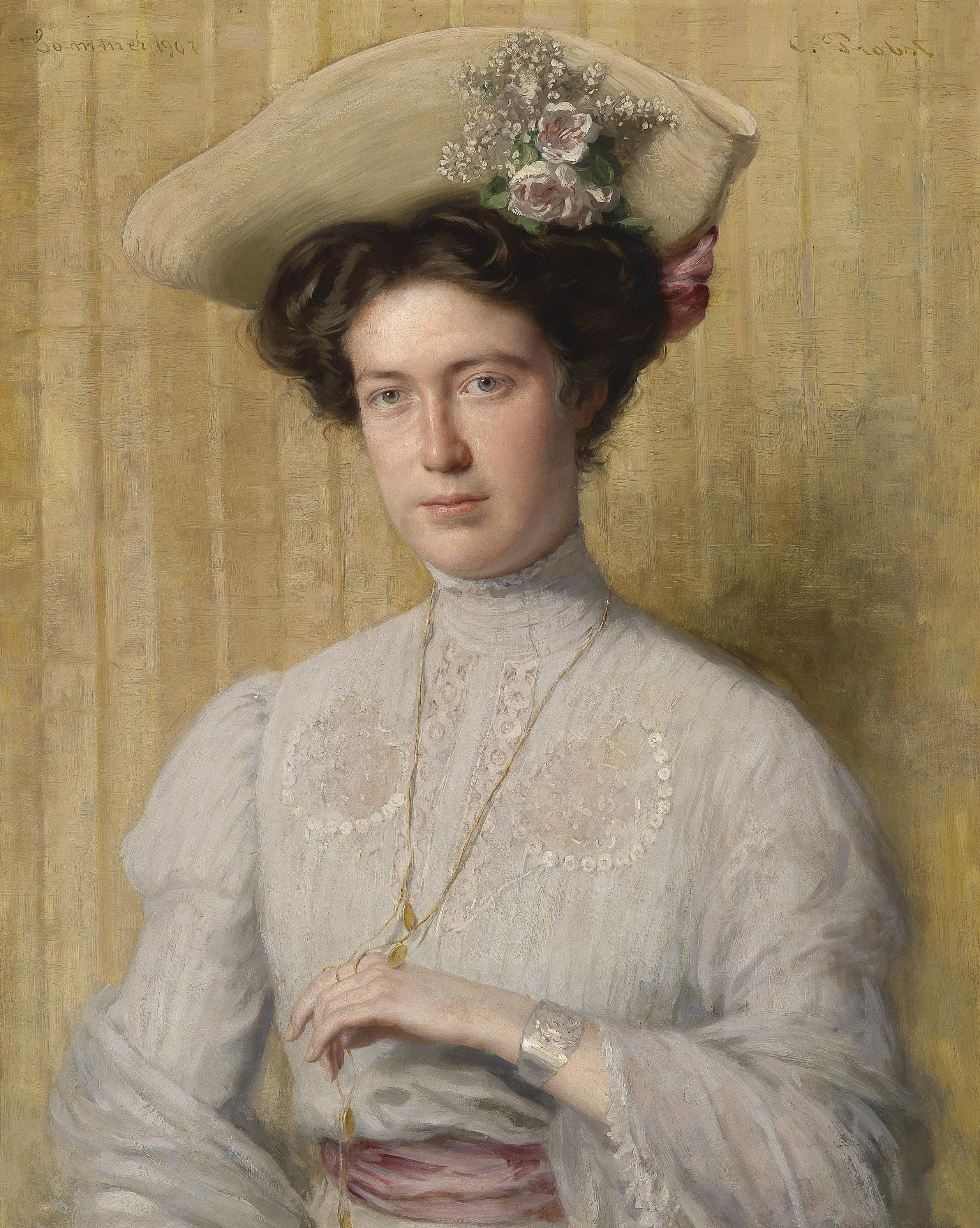
Bildnis Gisela Probst, 1907

Karl Probst  (* 30. Juni 1854 in Wien; † 2. Dezember 1924 ebenda) war ein österreichischer Genre- und Porträtmaler.

## Leben
Probst, ein Enkel des Porzellan- und Glasmalers Anton Kothgasser, studierte ab 1867 an der Akademie der bildenden Künste Wien bei Carl Wurzinger, Eduard von Engerth und Karl von Blaas, ab 1871 privat bei Heinrich von Angeli und setzte das Studium ab dem 25. Mai 1874 an der Königlichen Akademie der Künste München bei Wilhelm von Diez fort.
1875 kehrte er nach Wien zurück. Dort war er anfangs als Genremaler tätig, später wandte er sich der Porträtmalerei zu.
Probst unternahm Studienreisen: 1875 nach Italien, 1876 nach Deutschland, Holland, Frankreich und England, später nach Griechenland und in die Türkei.
Er wurde Mitglied des Wiener Künstlerhauses, wo er von 1874 bis 1894 vorwiegend Genrebilder, ab 1881 auch Porträts ausstellte.
1876 wurde er auf der Centennial Exhibition in Philadelphia mit einer Bronzemedaille für das Porträt seiner Schwester ausgezeichnet. 1882 erhielt er in London für das Bild Der Botschafter eine Goldmedaille.
Seine beiden Söhne Rudolf Probst (1883–1960) und Erich Probst (1885–1946) wurden ebenfalls als Maler tätig.